# 北彩都病院
北彩都病院（きたさいとびょういん）は、北海道旭川市にある病院。

## 沿革
- 1967年（昭和42年）：「石田医院」設立[2]。
- 1968年（昭和43年）：「石田病院」となる[2]。
- 1969年（昭和44年）：新館完成[2]。
- 1976年（昭和51年）：新築移転[2]。
- 1998年（平成10年）：医療法人仁友会設立[2]。
- 2005年（平成17年）：北彩都あさひかわへの移転新築に伴い、「北彩都病院」と改称[2]。
- 2016年（平成28年）：医療法人社団木々の会と合併[2]。

## 機関指定
- 指定自立支援医療機関（更生医療・育成医療）
- 生活保護法指定医療機関
- 労災保険指定医療機関

## 診療科等
診療科
- 泌尿器科
- 内科
- 外科

専門外来
- CAPD外来
- 糖尿病外来
- 禁煙外来
- 副甲状腺外来
- ED外来

部門
- 訪問看護ステーション北彩都
- 地域医療連携室

## 施設認定
- 日本泌尿器科学会泌尿器科専門医教育施設・基幹病院
- 日本腎臓学会研修施設
- 日本神経学会教育関連施設
- 日本静脈経腸栄養学会NST（栄養サポートチーム）稼働認定施設
- 日本透析医学会専門医制度認定施設
- 日本腹膜透析医学会教育研修医療機関
- 日本高血圧学会専門医認定施設

## アクセス・駐車場
- 北海道旅客鉄道（JR北海道）旭川駅から徒歩2分
- 旭川空港から車で約30分
- 駐車場：92台

## 関連施設
- 永山腎泌尿器科クリニック
- 豊岡内科整形外科クリニック
- 春光腎クリニック
- 介護老人保健施設みやびの森
- サービス付き高齢者住宅みやびの森
- 訪問看護ステーション北彩都
- 北彩都指定居宅介護支援事業所
- 介護相談センターみやびの森
- ヘルパーステーションみやびの森